# Tillandsia angulosa
Tillandsia angulosa är en gräsväxtart som beskrevs av Carl Christian Mez. Tillandsia angulosa ingår i släktet Tillandsia och familjen Bromeliaceae. Inga underarter finns listade i Catalogue of Life.